# Talochlamys gemmulata
Talochlamys gemmulata är en musselart som först beskrevs av Reeve 1853.  Talochlamys gemmulata ingår i släktet Talochlamys och familjen kammusslor. Inga underarter finns listade i Catalogue of Life.